# Спи, моя любовь
«Спи, моя любовь» (англ. Sleep, My Love) — нуаровый психологический триллер Дугласа Сёрка, вышедший на экраны в 1948 году.
Фильм поставлен по одноимённому роману Лео Ростена и рассказывает о богатой и родовитой нью-йоркской даме (Клодетт Кольбер), муж которой (Дон Амичи) пытается довести её до безумия и самоубийства, чтобы затем воспользоваться её богатством и жениться на молодой любовнице. Однако добрый друг героини (Роберт Каммингс) помогает ей раскрыть изощрённый заговор мужа.
Важным элементом сюжета фильма является гипноз, который часто встречался в фильмах нуар того времени, среди них «Седьмая вуаль» (1945), «Катастрофа» (1946), «Страх в ночи» (1947), «Водоворот» (1950) и «Ночной кошмар» (1956).

## Сюжет
Богатая и родовитая молодая нью-йоркская дама Элисон Кортленд (Клодетт Кольбер) пробуждается в истерическом состоянии в купе поезда, не понимая, как она в нём оказалась. Приехав в Бостон, Элисон звонит домой своему мужу, архитектору Ричарду Кортленду (Дон Амичи), который уже обратился в полицию с заявлением о её исчезновении, поставив в известность сержанта Стрейка (Рэймонд Бёрр) о том, что его жена уже не первый раз необъяснимым образом исчезает из дома. С помощью полиции первым же рейсом Элисон вылетает в Нью-Йорк. В аэропорту она знакомится с приятелем своей подруги, путешественником Брюсом Элкоттом (Роберт Каммингс), который летит тем же рейсом. После того, как Ричард дома рассказывает жене о том, что прошлой ночью она стреляла в него из пистолета, Элисон соглашается пройти обследование у авторитетного психиатра, доктора Райнхарта. Под видом Райнхарта в дом приходит фотограф Чарльз Верней (Джордж Кулурис), экстравагантный вид, необычные толстые очки и угрожающее поведение которого пугают Элисон, и вскоре после его неожиданного исчезновения она теряет сознание. В этот момент появляется Брюс, а за ним и Ричард с настоящим доктором Райнхартом, которые задаются вопросом, не был ли первый «доктор Райнхарт» лишь плодом воображения Элисон.
Некоторое время спустя, когда, ссылаясь на дела, Ричард отказывается пойти вместе с Элисон на светский вечер, она приглашает Брюса. Однако вместо светской вечеринки Брюс уговаривает её пойти на свадьбу своего «брата» Джимми (Кей Люк), который оказывается китайцем. Брюс объясняет, что долгое время провёл в Китае, и семья Джимми стала считать его своим членом. Тем временем Ричард приходит на тайное свидание со своей любовницей Дафной (Хэйзел Брукс), даря ей изумрудный браслет. Из их разговора становится ясно, что Ричард и Дафна с помощью Вернея рассчитывают тем или иным способом устранить Элисон, после чего собираются пожениться и жить на её богатое наследство. Вернувшись со свадьбы домой, Элисон видит в гостиной лже-доктора Райнхарта, который однако успевает скрыться до того, как на её призыв в комнату вбегают Брюс и Ричард. Перед сном Ричард добавляет что-то в горячий шоколад, который Элисон регулярно пьёт перед сном. Когда Элисон засыпает, Ричард шёпотом даёт ей указания, подчиняясь которым, Элисон в лунатическом состоянии выходит из спальной, встаёт на перила балкона и собирается спрыгнуть вниз. Интуитивно что-то почувствовав, Брюс возвращается к дому Кортлендов и в последний момент успевает предотвратить падение Элисон с балкона.
На следующий день Элисон, выслушав рассказ Брюса о том, что произошло прошлой ночью, а также его подозрения в отношении Ричарда, обещает больше не пить шоколад перед сном. Тем же вечером в офисе Ричарда Брюс находит чек на покупку изумрудного браслета. При следующей встрече Брюс говорит Кортлендам, что завтра уезжает в очередное путешествие, которое продлится год. Однако на самом деле он начинает тайно следить за Ричардом, который приходит в фотоателье Вернея для встречи с Дафной. Дафна настаивает на том, чтобы как можно быстрее решить вопрос с Элисон и, кроме того, найти способ избавиться от Вернея, который будет мешать им в их будущей жизни. После этого Ричард приглашает фотографа к себе домой, якобы для того, чтобы ещё раз разыграть для Элисон спектакль с психиатром. После ухода Ричарда Брюс появляется в ателье в качестве клиента, обращая внимание на изумрудный браслет на руке у Дафны. Затем он замечает у Вернея необычные очки с толстыми стёклами и книгу по гипнозу, после чего догадывается, что фотограф и был тем человеком, который выдавал себя за доктора Райнхарта. Брюс забирает очки Вернея и передаёт их вместе со счётом за изумрудный браслет ожидающему на улице Джимми, который немедленно отвозит эти улики сержанту Стрейку. Сам Брюс отправляется в дом Кортлендов, чтобы защитить Элисон от Ричарда. Однако заподозривший что-то Верней догоняет Брюса на улице и бьёт его рукояткой пистолета по голове, в результате чего Брюс падает и теряет сознание.
Вернувшись домой, Ричард под предлогом того, что хочет отпраздновать заключение выгодной сделки, предлагает Элисон выпить вина, незаметно добавляя в её бокал какое-то вещество. Когда приезжает Верней, Ричард поднимает с кровати одурманенную Элисон и шёпотом внушает ей, что она должна убить психиатра, иначе психиатр убьёт её. Элисон спускается вниз по лестнице, и когда сквозь полупрозрачную стеклянную дверь видит очертания Вернея, наставляет на него пистолет, но не может выстрелить. Тогда Ричард нажимает её пальцем на курок. После выстрела Верней падает, разбивая дверное стекло. Ричард немедленно снимает трубку и звонит в полицию. Однако в этот момент Верней, который оказался лишь слегка ранен, встаёт и направляет оружие на Ричарда. Когда через мгновение Элисон приходит в себя, Верней заявляет, что Ричард планировал убить его руками своей жены. Тогда её бы казнили или поместили в тюремную психиатрическую больницу, а Ричард и Дафна стали бы вдвоём распоряжаться её состоянием. Однако у самого Вернея другие планы. Он стреляет и убивает Ричарда, намереваясь подставить в этом убийстве Элисон, а затем застрелить и её, представив её смерть как самоубийство. Однако в этот момент в комнату врывается Брюс, вступающий с Вернеем в перестрелку. Пытаясь сбежать от него по стеклянной крыше, Верней падает вниз и разбивается. Когда всё стихает, Брюс утешает Элисон словами, что «скоро мы навсегда уедем из этого дома».

## В ролях
- Клодетт Кольбер — Элисон Кортленд
- Роберт Каммингс — Брюс Элкотт
- Дон Амичи — Ричард У. Кортленд
- Рита Джонсон — Барби
- Джордж Кулурис — Чарльз Верней
- Кей Люк — Джимми Лин
- Рэймонд Бёрр — детектив, сержант Стрейк
- Хэйзел Брукс — Дафна
- Ральф Морган — доктор Ринхарт
- Куини Смит — миссис Грейс Верней

## Создатели фильма и исполнители главных ролей
В основу фильма положен роман с продолжением Леонарда Кью. Росса (псевдоним Лео Ростена) «Спи, моя любовь», который впервые был опубликован в журнале «Collier’s» в период с 27 июля по 24 августа 1946 года. К этому моменту Ростен уже был известным в Голливуде автором историй и сценаристом, работавшим над такими фильмами, как военный триллер «Конспираторы» (1944), а также фильмы нуар «Тёмный угол» (1946) и «Соблазнённый» (1947). Другими известными фильмами Ростена были нуары «Прикосновение бархата» (1947) и «Где живёт опасность» (1950), криминальная комедия «На протяжении всей жизни» (1941) и военная комедия «Капитан Ньюмэн, доктор медицины» (1963).
В этом фильме впервые за 12 лет в титрах появилось имя Мэри Пикфорд, однако на этот раз не как актрисы, а как продюсера. Пикфорд вместе со своим тогдашним мужем Чарльзом «Бадди» Роджерсом и Ральфом Коном создала независимую продюсерскую компанию Triangle Productions, которая произвела этот фильм, так и оставшийся для неё единственным, так как вскоре компания перестала существовать.
Режиссёр фильма Дуглас Сёрк начинал свой творческий путь в 1930-е годы в Германии. В 1941 году он перебрался в США, где в 1950-е годы прославился серией необыкновенных, окрашенных в цвета Текниколора, мелодрам, таких как «Великолепная одержимость» (1954), «Всё, что дозволено небесами» (1955), «Всегда есть завтра» (1955), «Запятнанные ангелы» (1955) и «Имитация жизни» (1959). Перед этими фильмами Сёрк успел поработать в криминальном жанре, поставив фильмы нуар «Соблазнённый» (1947) и «Ударопрочный» (1949), а также криминальную драму «Гром на холме» (1952) с участием Клодетт Кольбер.
В 1935 году Клодетт Кольбер была удостоена Оскара за главную роль в романтической комедии «Это случилось однажды ночью» (1934), она также номинировалась на Оскар за игру в медицинской драме «Частные миры» (1935) и мелодраме военного времени «С тех пор как вы ушли» (1944). Кроме этих фильмов, наибольший успех Колбер принесли роли в романтических комедиях, таких как «Улыбающийся лейтенант» (1931), «Полночь. Сердцу не прикажешь» (1939) с Амичи и «Приключения в Палм-Бич» (1942), а также мелодрамах военного времени «Сквозь горе, тоску и утраты» (1943), «Вечное завтра» (1946) и «Трое пришли домой» (1950).
Роберт Каммингс сыграл в двух триллерах Альфреда Хичкока — «Диверсант» (1942) и «В случае убийства набирайте „М“» (1954), в фильме Фритца Ланга «Ты и я» (1938), драме Сэма Вуда «Кингс роу» (1942), исторической драме Энтони Манна «Господство террора» (1949), а также в фильмах нуар «Погоня» (1946), «Потерянное мгновение» (1947) и «Обвиняемая» (1949). Дон Амичи известен по ролям в романтических комедиях и мюзиклах, таких как «В старом Чикаго» (1937), «Любовь — это новости» (1937), «Рэгтайм Бэнд Александра» (1938), «Любовь над Майами» (1941) и «Небеса могут подождать» (1943), а также в биопике «История Александра Грэхема Белла» (1939). В 1986 году Амичи был удостоен Оскара за роль второго плана в фантастическом фильме «Кокон» (1985).

## Оценка фильма критикой

### Общая оценка фильма
После выхода на экраны фильм получил сдержанно позитивные отклики критики. В частности, в рецензии газеты «Нью-Йорк таймс» он был назван «очередным добавлением к чрезвычайно длинному списку психологических мелодрам» того периода. При этом отмечалось, что это «изящный фильм, которому удаётся выдержать свою линию». К достоинствам картины газета отнесла умный сценарий, с которым легко работать, а к слабым моментам — общий недостаток саспенса, слишком избитый сюжет и немного неровную постановку, из-за чего фильм становится «довольно банальной главой в кинопсихологии». В целом, резюмирует газета, «это грамотная работа, в которой есть свои захватывающие моменты, но при этом она довольно стандартна». Со своей стороны, журнал «Variety» полагает, что фильму удаётся обеспечить достаточную меру напряжённости и стать хорошей мелодрамой с сильным началом и увлекательным финалом. Журнал выделил также искусную постановку Сёрка, который успешно справляется с не всегда безупречным сценарием.
Современные критики обратили внимание на нуаровый характер этой мелодрамы. Так, киновед Карл Уильямс вообще назвал её «нуаровым триллером», Спенсер Селби — «нуаровой историей о даме в беде с некоторыми интересными нюансами», а Эндрю Силвер отметил, что «фильм вносит нуаровые элементы наркотиков, гипноза, ночных кошмаров и, казалось бы, невинный, но опасный момент случайности в свой мелодраматический сюжет с супружеской изменой и женоубийством». По словам Денниса Шварца, этот «малый нуаровый триллер по сюжету во многом напоминает „Газовый свет“ (1944), но в конце концов история идёт ко дну, потому что постепенно сюжет становится слишком абсурдным, чтобы в него можно было поверить». Далее Шварц отмечает, что хотя этот фильм «безусловно не дотягивает до уровня лучших работ Сёрка, тем не менее, он не так уж плох», в частности, ему удаётся хорошо представить осуществление кошмарного плана доведения главной героини до безумия (за что в значительной степени надо благодарить оператора Джозефа Валентайна).

### Тема гипноза в фильме
Важное место в сюжете картины уделено использованию гипноза как средства воздействия на главную героиню, и создатели фильма, вероятно, хотели представить его максимально достоверно. В частности, согласно статье в журнале «Нью-Йоркер» от февраля 1948 года, кинокомпания-прокатчик фильма «Юнайтед артистс» даже организовала специальный частный показ фильма для группы гипнотизёров, психиатров и медиков, на котором обсуждался вопрос, может ли честный человек под воздействием гипнотизёра совершить преступление. Однако, как было отмечено в газете «Нью-Йорк таймс», «трудно сказать, способен ли показ гипнотических сцен удовлетворить представителей школ Адлера, Юнга и Фрейда, или вызовет у этих уважаемых специалистов обострённый тревожный невроз».

### Некоторые памятные сцены фильма
Критики обратили внимание на некоторые наиболее интересные и памятные сцены в картине. В частности, по мнению Майкла Кини, лучшими моментами фильма стали первая сцена, напоминающая зловещую поездку Пэта О’Брайена на поезде в фильме нуар «Катастрофа» (1946), и сцена на лестнице в самом конце картины, которая наверняка смотрелась как дежавю финальной сцены с участием Рэймонда Бёрра в фильме нуар «Отчаянный» (1947) . Деннис Шварц отмечает, что режиссёр Сай Эндфилд (без указания в титрах) поставил для фильма сцену свадьбы в китайском квартале, «которая сама по себе чудесна, но ничего не добавила истории, кроме возможности ввести в фильм Кейя Люка — само присутствие которого делает фильм похожим на эпизод из сериала про Чарли Чена».
Алан Силвер особенно выделил две сцены в фильме. Во-первых, это сцена, в которой трое злоумышленников в фотостудии планируют психологическое убийство главной героини. В этой сцене личность фотографа Вернея высвечивается через иллюзорный характер его профессии, а поверхностность профессии фотомодели Дафны — через горькое осознание ей того факта, что в дорогих одеждах она будет сидеть только в студии, и никогда не сможет носить их в нормальной жизни. Особое внимание Силвер обратил на кульминационную сцену столкновения основных персонажей в финале картины, которая сделана в подлинно нуаровом духе, развиваясь непредсказуемо для всех её участников. Постоянно меняя направленность, происходящие события всё более опутывают персонажей, лишая их способности управлять ситуацией. Сцена полна символизма, намёков, психологических перевоплощений и экспрессионистских кадров, иллюстрирующих состояние героев .

### Оценка актёрской игры
Критики в целом положительно оценили игру актёрского состава. По мнению обозревателя «Нью-Йорк таймс», «Кольбер создаёт убедительный образ запугиваемой и озадаченной дамы в роли подвергшейся травле хозяйки дома в модном районе Саттон плейс». Ей оказывают адекватную поддержку Хэйзел Брукс в роли «сирены, которая является первопричиной всего этого научного мошенничества», Джордж Кулурис в роли зловредного лже-психиатра, в то время, как Роберт Каммингс в роли услужливого и пытливого друга умело помогает мисс Колберт. При этом Дон Амичи в роли мужа «вряд показывает всю необходимую гамму эмоций, сводя свою игру просто к демонстрации решимости с квадратной челюстью и каменным лицом».
По мнению Силвера, образы основных героев немного легковесны и банальны, однако благодаря финальной сцене отношение к ним меняется. Клодетт Кольбер играет жену, которая опасается, но не запугана и не парализована страхом, а Роберт Каммингс — искреннего, самоуверенного героя, который никогда не сомневается в том, что его предчувствия верны. Однако, как отмечает Силвер, «их антагонисты значительно более развиты как нуаровые персонажи: приторное изображение Доном Амичи мужа с шизофреническими желаниями, холодность Дафны, и особенно многогранный Верней в исполнении Кулуриса украшают эту картину».